# Gefecht von Miskin-Maroua
Das Gefecht von Miskin-Maroua (18.–21. Januar 1902) war die entscheidende militärische Auseinandersetzung zwischen dem Fulbeheer des Amir Djubayru b. Aadama und der deutschen Schutztruppe, die die deutsche Herrschaft über den Norden der Kolonie Kamerun besiegelte.

## Verlauf
Leiter der Operationen auf deutscher Seite war Oberleutnant Hans Dominik, dem lediglich zwei Offiziere, 90 Gewehre und ein MG zur Verfügung standen. Eine Kavallerie der Fulbe ritt, in eine Staubwolke gehüllt, auf die Kolonialtruppe zu. Dominik befahl, in einer Schützenlinie stehend zu schießen, da Baumwollstauden zwischen den Gegnern lagen. Durch gezielte Schüsse aus den Hinterladern und Schnellfeuer des Maschinengewehrs gelang es, die zahlenmäßig weit überlegenen Fulbe abzuwehren. Zahllose Tote und Verletzte blieben in der Ebene von Maroua zurück.

## Folgen
Auf Seiten der Fulbe kamen zwischen 500 und 800 Mann ums Leben. Djubayru flüchtete in die Mandaraberge im Grenzgebiet zu Nigeria. Dominik besetzte nach den Kämpfen das wichtige Fulbezentrum Marua, um von dort aus sukzessive weitere regionale Machthaber der deutschen Herrschaft zu unterwerfen. Mit der militärischen Niederlage und Vertreibung Djubayrus als geistlicher und politischer Oberherr der Fulbe in Adamaua löste die deutsche Kolonialadministration die historischen Bindungen an das Fulbezentrum Yola auf. Sie ersetzte diese durch die Anbindung an den Sitz der späteren Residentur Adamaua in Garua als neues politisches und wirtschaftliches Oberzentrum.